# Ivan Sidorenko
Ivan Mikhailovich Sidorenko (12 settembre 1919 – 19 febbraio 1994) è stato un militare russo. Ufficiale dell’Armata Rossa e eroe dell'Unione Sovietica, prestò servizio durante la seconda guerra mondiale. Fu uno dei migliori cecchini sovietici della storia, con più di cinquecento uccisioni verificate.

## Biografia
Nato in una famiglia di umili contadini nel distretto di Glinkovsky, nell'oblast di Smolensk, in Russia, Sidorenko ha frequentato dieci anni di scuola prima di passare al Penza Art College di Penza, a sud-est di Mosca . Nel 1939 abbandonò il college per essere arruolato nell'Armata Rossa e per essere addestrato presso la Scuola di fanteria militare di Simferopoli, nella penisola di Crimea.

### Grande Guerra Patriottica
Nel 1941 combatté nella battaglia di Mosca come tenente minore di una compagnia di mortai. Durante la battaglia, trascorse molto tempo a lezioni di tiro per imparare a sparare . Dopo le lezioni ebbe inizio la sua caccia ai soldati nemici, ed ebbe successo, spingendo i comandanti di Sidorenko a ordinargli di promuoverlo al ruolo di addestratore, scegliendo fra i soldati della compagnia che meglio si distinguevano per le loro doti, in particolar modo per la loro vista, conoscenza delle armi e resistenza fisica. Dopo aver scelto i migliori elementi di tutto il battaglione Sidorenko insegnò loro la teoria e poi iniziò cautamente a portarli in missione di combattimento con lui. I tedeschi iniziarono presto a schierare i propri cecchini nell'area operativa di Sidorenko, per contrastare la nuova minaccia rappresentata da lui e dai suoi uomini.
Sidorenko divenne assistente al comando del quartier generale del 1122º reggimento dei fucilieri, combattendo nel 1° fronte baltico. Anche se principalmente non partecipava agli scontri in prima fila, ma spesso si tratteneva alla base per istruire le nuove reclute, occasionalmente portava con sé uno dei suoi apprendisti sul campo di battaglia. Durante una di queste escursioni, ha distrutto un carro armato e tre trattori usando proiettili incendiari. Tuttavia fu ferito più volte, più gravemente in Estonia nel 1944; di conseguenza rimase ricoverato in ospedale fino alla fine della guerra. Mentre si stava riprendendo da questa ferita, Sidorenko ricevette il titolo di Eroe dell'Unione Sovietica il 4 giugno 1944; in seguito gli fu proibito di assistere di nuovo al combattimento dai suoi superiori, poiché era un prezioso addestratore di cecchini.
Alla fine della guerra, gli furono attribuite cinquecento morti e aveva addestrato oltre duecentocinquanta cecchini. Ricevuto l’incarico di Maggiore, è tuttora considerato il cecchino sovietico di maggior successo della Seconda Guerra Mondiale, e usò un fucile russo Mosin-Nagant, dotato di mirino telescopico.

### La vita del dopoguerra
Dopo la fine della guerra, si ritirò dall'Armata Rossa e si stabilì nell’oblast di Chelyabinsk, negli Urali, dove lavorò come caposquadra di una miniera di carbone. Nel 1974 si trasferì nella Repubblica del Daghestan, nel Caucaso. Morì il 19 febbraio 1994 a Kizlyar, Daghestan.